# Zdeňka Jordánová
Zdeňka Jordánová (* 26. února 1956) je česká spisovatelka knih o osobnostním růstu.

## Život
Absolvovala Vysokou školu ekonomickou v Praze a získala titul Ing. Je rozvedená. S přítelem žije v Hostivici.[zdroj?]

### Jiné aktivity
Pořádá kurzy a semináře a poskytuje individuální poradenství. Je první českou představitelkou[zdroj?] New Age.

## Publikace

### Knihy
Knižně vydala:
- Moje peníze aneb Chudoba není ctnost, ale nemoc (2004)
- Souvislosti (2005)
- Poznej svůj cíl (2005) – kniha byla vydána i v angličtině Discover Your Goal (2011)
- Tvoje dítě jako šance pro tebe (2005)
- Já řídím aneb Cesta životem ve svém vlastním autě (2006)
- Muž nebo žena? (2007)
- Láska (2008)
- Byl jednou jeden svět, karty pro děti i dospělé (2008)
- Spratek aneb Bude to podle mě (2009)
- Cesta staletími (2010)
- Ještě je stále čas (2012)
- Sirínek na cestách, Příběh o jedné cestě pro děti i dospělé (2012)
- Karty úspěchu, Knížka a 32 karet (2012)
- Vzpomeň si - Jdi ve svém vlastním světle (2024)

### CD
- Souvislosti – 3 povídky z knihy Souvislosti, hlas: autorka, hudba: Ladislav Lička

### Ostatní
- Kalendář 2012 – napsala a nakreslila autorka